# Sydögås
Sydögås (Cnemiornis calcitrans) är en utdöd fågelart i familjen änder inom ordningen andfåglar som levde på Sydön, Nya Zeeland. 

## Utseende

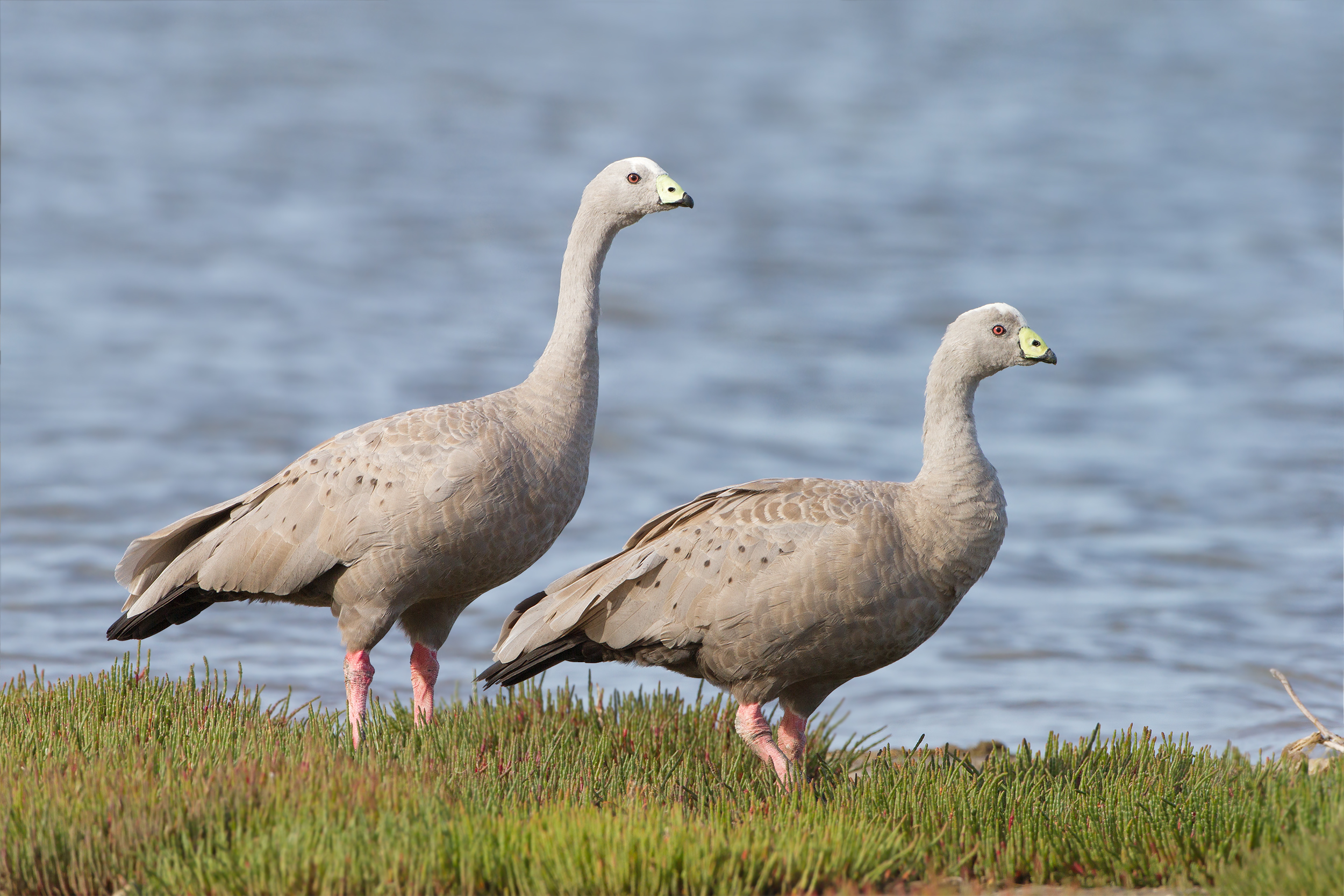
Hönsgåsen är sydögåsens förmodade närmaste släkting.

Sydögåsen, liksom dess nära släkting nordögås, ska ha liknat den nu levande hönsgåsen i Australien, men var mycket större och flygoförmögen. Den var större än nordögåsen, tre gånger så stor som kanadagåsen och hönsgåsen och vägde mellan 15 och 18 kg. Upprätt var den en meter hög, jämförbar i storlek med de minsta arterna moafåglar.
Näbben var kort, hög och avskuren, säkerligen en anpassning till gräsföda. Andratån var formad till en sporre och kan ha använts till att slåss med. Vingarna var mycket små. Den tros ha haft relativt bra syn, som möjligen har utvecklats för att kunna försvara sig mot moaörnen.

## Utbredning och levnadssätt
Sydögåsen levde i buskmarker och på grässlätter på Sydön. De förekom mest i torrare områden, framför allt kustnära och centrala Otago. Eftersom dess levnadsmiljö inte täckte så stor del av Sydön var de troligen aldrig särskilt vanliga.

## Utdöende
Sydögåsen är endast känd från subfossila lämningar men dog troligen ut under 1500-talet, sannolikt till följd av människans ankomst till ön. Benlämningar från sydögås är vanligt förekommande i maoriers kökkenmöddingar, vilket tyder på att de jagades hårt.